# Lest (film)
Lest è un film del 1993 diretto da Giulio Base.
Presentato nel 1993 alla 50ª Mostra internazionale d'arte cinematografica di Venezia nella sezione Panorama italiano, ottiene il visto censura nel 1994, ma viene poi distribuito nelle sale solo nel 1996. Il film rappresenta il primo titolo di una serie sui viaggi, progettata dal regista, che include anche Lovest (1997).

## Trama
Serena, sofisticata e colta ragazza di famiglia agiata, sta per sposarsi con un nullafacente. Il giorno del matrimonio viene piantata dal promesso sposo, ma decide lo stesso di partire per il viaggio di nozze programmato: un giro in auto di lusso con autista nei paesi dell'Europa dell'Est: Berlino, Varsavia, Praga, Sofia.
Angelo, l'autista, è un ragazzo romano chiacchierone e qualunquista, ma riesce a coinvolgere la taciturna Serena in questo strano giro di mezza Europa e la convince a perdonarsi per essere stata abbandonata proprio il giorno delle nozze, mentre lui si apre verso un orizzonte più ampio.